# بيل كيس لا فوليت
بيل كيس لا فوليت (بالإنجليزية: Belle Case La Follette) هي ناشطة سلام وسفرجات ومحامية أمريكية، ولدت في 21 أبريل 1859 في سوميت في الولايات المتحدة، وتوفيت في 18 أغسطس 1931 في واشنطن العاصمة في الولايات المتحدة.